# Gorski Kotar
Il Gorski Kotar o Montanaro (in croato: letteralmente regione montuosa) è un vasto altopiano della Croazia, appartenente alla Regione litoraneo-montana (regione Quarnerino-montanara).

## Descrizione
Il territorio, ricoperto per il 55% da foreste e per il 32% da prati e pascoli, è scarsamente urbanizzato: l'intera regione conta appena 26.120 abitanti.
La Regione, confinante a nord con la Slovenia, ha un'altitudine media di circa 800 metri e si estende per circa 1.273 km² tra il litorale quarnerino e il Pokuplje (il bacino del fiume Colpa-Kupa), con una larghezza media di 35 km.
Il clima è di tipo continentale montano, caratterizzato da estati brevi e fresche e da inverni lunghi: la temperatura media annuale non supera appena i 7 °C (gennaio – 2,7 °C, luglio 17,1 °C).
Nella parte occidentale del Gorski Kotar, svettano il Risnjak (1.528 m) e lo Snježnik (1.506 m), mentre a est, le cime più elevate sono il Bjelolasica (1.534 m) e il Visevica (1.428 m): tali aree sono solcate dai fiumi Kupa e Dobra.

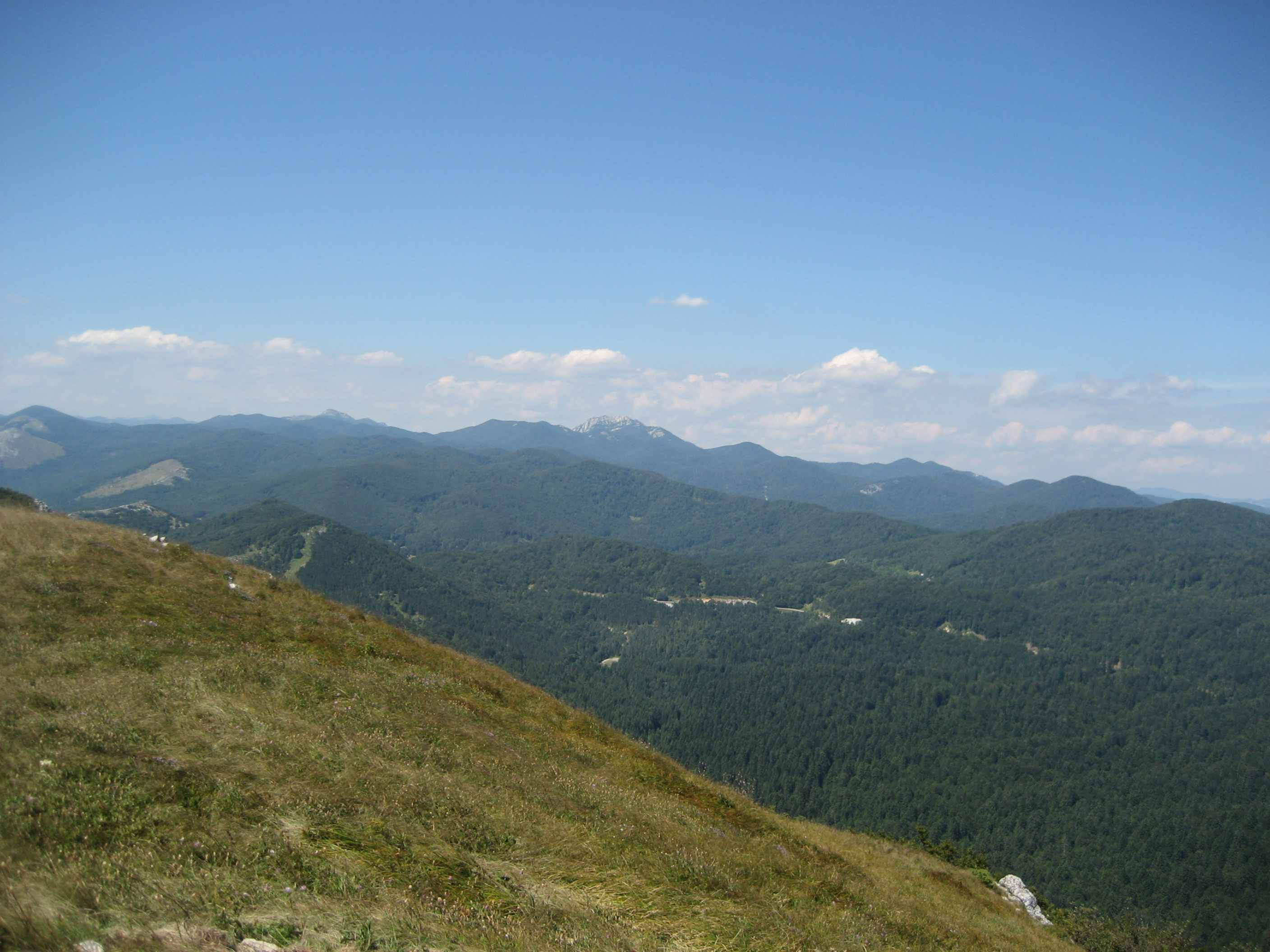
Veduta dalla cima del Tuhobic (1.106 m)

Il primo, il fiume principale della Regione litoraneo-montana, è affluente del Sava, che scorre in direzione del Mar Nero, mentre il torrente sotterraneo Licanka (che bagna Liccino), attraverso il Dubracina, sfocia nell'Adriatico.

Nei pressi dei laghi artificiali di Loque (31 milioni di metri cubi) e Bajer (1,2 milioni di metri cubi), alimentati rispettivamente dal Lokvarka e dal Ličanka, è sorta la centrale idroelettrica della Val di Vino (Vinodol in croato).

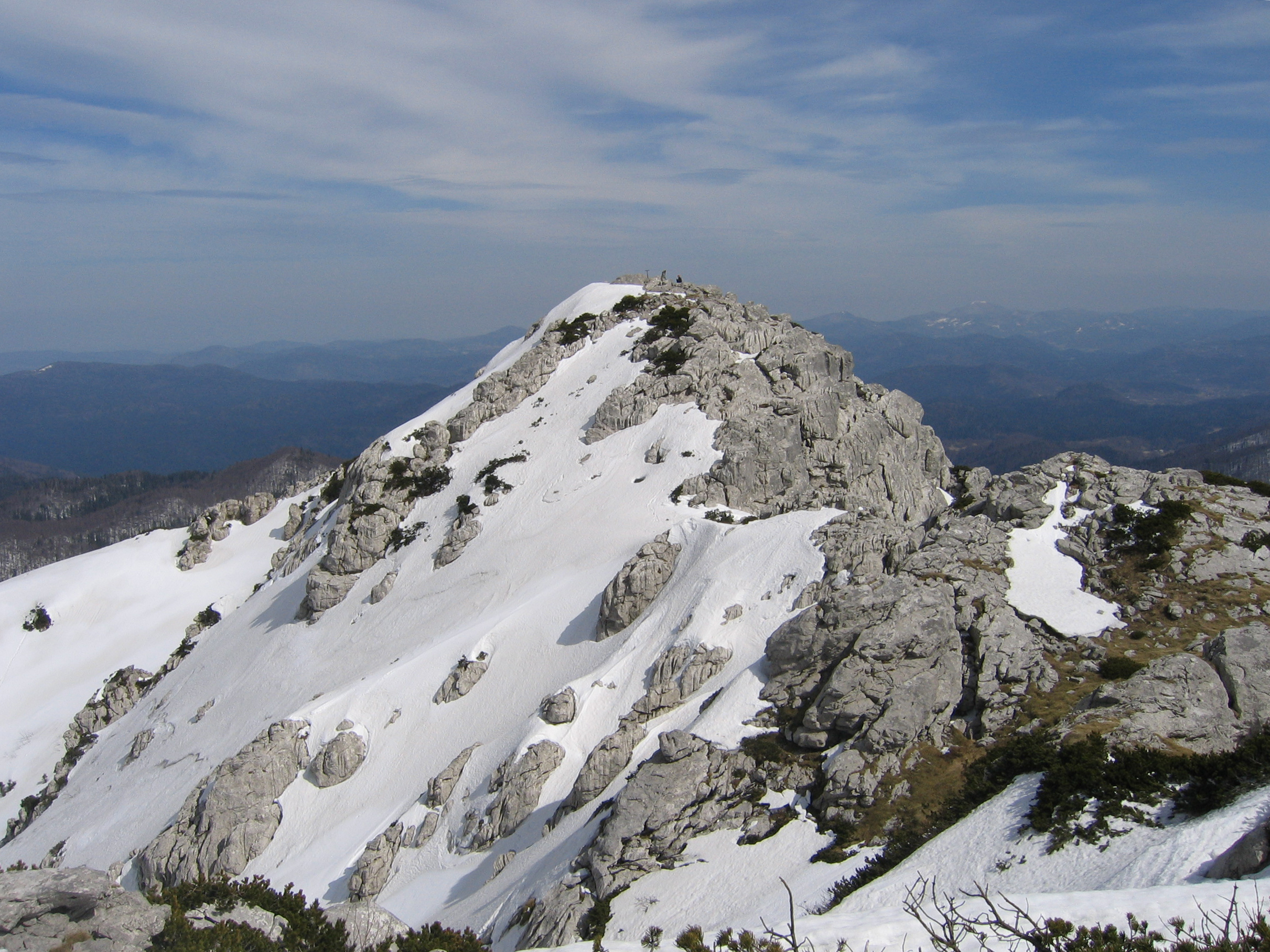
La cima del Risnjak (1.528 m)

Nel Montanaro è presente il Parco nazionale del Risnjak, che fu istituito nel 1953 e ampliato nel 1995: la sua estensione passò da 3400 ha a 6400 ha.